# Jorge Lazaroff
Jorge Lazaroff (Montevideo, 28. veljače 1950. – Montevideo, 22. ožujka 1989.) bio je urugvajski gitarist, skladatelj i pjevač junoameričke glazbe, ponajviše tanga, urugvajskog candombea i zabavne glazbe, pisac i glazboslov. Bugarskog je podrijetla s očeve strane, dok mu je majka bila Argentinika iz Salte.

## Životopis
Rođen je u gradskoj četvrti (barrio) Cordón u Montevideu. Osnovno i srenjoškolsko obrazovanje stekao je na Koledžu "Richard Anderson" u središtu grada. Imao je dva mlađa brata, Rosaria i Juana Eduarda. Rosario je završio anglistiku i postao prevoditelj s engleskog jezika. Autor je nekoliko književnih djela. Juan Eduardo Lazaroff diplomirao je glasovir i sintisajzer te je radio kao skladatelj i glazbenik. 
Jorge Lazaroff je potomak (unuk) jednog od osnivača nogometnog kluba Danubio F.C., a upravo je on predložio dijagonalni uzorak na klupskom dresu.
Napisao je brojne poznate skladbe urugvajske zabavne glazbe, koja su postala tzv. evergreeni i sastavni su dio svakog urugvajskog slavlja. Osim u Urugvaju, njegove melodije poznate su i drugim zemljama Južne Amerike.
Budući da je živio u vrijeme jedanaestogodišnje diktature, njegove skladbe za njegova života nisu bile cijenjene, a većina od njih bila je i zabranjena. Tek nakon svoje smrti stekao je naslov jednog od napoznatijih i najomiljenijih urugvajskih pjevača zabavne i narodne glazbe.
Cijeli život živio je u Montevideu, gdje su nastala sve njegove poznate skladbe i pjesme. U svom rodnom gradu i jedinom prebivalištu u životu umro je 22. ožujka 1989. nakon što biva zaražen tumorom limfomom.

## Djela
Napisao je više od 13 djela i stručnih radova s područja muzikologije objavljenih u 15 časopisa na ukupno dva jezika. Njegova djela čuvaju se u 25 svjetskih knjižnica.
Njegova poznatija djela su:
- Escritos (prevedeno na portugalski u dva izdanja: 2014. i 2015.)
- Albañil/dos (1996.)
- Tangatos  (1985.)
- Candombe del treinta-y-uno (1977.)
- A redoblar (1983.)
- Aguaragua (1974.)
- Barbucha  (1979.)
- Dos (1983.)
- Bandoneón y otras historias (1981.)
- Albañil (1979.)

## Diskografija
- Albañil (1979., Ayuí)
- Dos (198.3, Ayuí)
- Tangatos (1985., Ayuí)
- Pelota al medio (1989., Orfeo)
- Albañil / Dos (1996., Ayuí) (+)
- Éxitos de nunca (Ayuí-Posdata) (+)
- Tangatos / Pelota al medio (Ayuí) (+)

(+) CD dopunjena izdanja.

## Poveznice
- Bugari u Urugvaju

## Vanjske poveznice
- Jorge Lazaroff - deluruguay.net (šp.)